# Macross F ~Sayonara no Tsubasa~ netabare album the end of “triangle”
Macross F Sayonara no Tsubasa ~ netabare album the end of “triangle” (劇場版マクロスF サヨナラノツバサ netabare album the end of "triangle"?) es el último álbum de la banda sonora de la serie de anime Macross Frontier, lanzado al mercado el día 9 de marzo del año 2011 bajo el sello Victor Entertainment.

## Detalles
El término "netabare" es la palabra japonesa que significa spoiler, es por este motivo que el nombre de las canciones y totalidad de las pistas no fue revelado de forma oficial hasta tres días antes del lanzamiento del álbum, del mismo modo que las muestras de las canciones fueron puestas el mismo día del lanzamiento de este.
El primer día de ventas el álbum debutó en la posición número #6 de Oricon y obtuvo lugar número #4 en la primera semana de ventas.
Lista de canciones

Toda la música compuesta por Yoko Kanno. 
| Número de Catálogo: VTCL-60260 | |                                |                         |          |  |
| N.º                            | Título | Letras                         | Vocalistas              | Duración |  |
| 1.                             | «Kindan no Elixir (禁断のエリクシア?)» | Gabriela Robin                 | May'n                   | 5:17     |  |
| 2.                             | «the isle of mayan» |                                |                         | 1:31     |  |
| 3.                             | «Niji Iro Kuma Kuma (虹いろ・クマクマ?)» | Gabriela Robin                 | Megumi Nakajima         | 4:52     |  |
| 4.                             | «Koi wa Dogfight (FIRST LIVE in Atlantis Dome) (恋はドッグファイト （FIRST LIVE in アトランティスドーム）?)» | Eiji Kurokawa                  | Megumi Nakajima         | 5:08     |  |
| 5.                             | «Ai-kun to Watashi (アイ君と私?)» |                                |                         | 1:32     |  |
| 6.                             | «Seikan Hikou (LIVE in Alcatraz) (星間飛行 （LIVE in アルカトラズ）?)» | Takashi Matsumoto              | Megumi Nakajima         | 4:14     |  |
| 7.                             | «Get it on~Kousouku Climax (Get it on～光速クライmax?)» | Tim Jensen / Gabriela Robin    | May'n & Megumi Nakajima | 4:20     |  |
| 8.                             | «Nejire Trauma (ねじれトラウマ?)» |                                |                         | 2:46     |  |
| 9.                             | «Tori Aimo (島アイモ?)» | Gabriela Robin                 | Megumi Nakajima         | 1:34     |  |
| 10.                            | «Houkago Overflow (放課後オーバーフロウ?)» | Gabriela Robin                 | Megumi Nakajima         | 5:30     |  |
| 11.                            | «Wilder’s (ワイルダーズ?)» |                                |                         | 2:14     |  |
| 12.                            | «Nyan Nyan Final Attack Frontier Greatest☆Hits! (娘々Final Attack フロンティア グレイテスト☆ヒッツ!?) 1. Northern Cross 2. Niji Iro Kuma Kuma (虹いろ・クマクマ?) 3. Lion (ライオン?) 4. Ai Oboeteimasuka (愛・おぼえていますか?) 5. Universal Bunny (ユニバーサル・バニー?) 6. Obelisk (オベリスク?)» |                                | May'n & Megumi Nakajima | 7:30     |  |
| 13.                            | «Sayonara no Tsubasa ~ the end of triangle (サヨナラノツバサ～the end of triangle?)» | Gabriela Robin / Eiji Kurokawa | May'n & Megumi Nakajima | 7:19     |  |
| 14.                            | «Hoshi Kira (ホシキラ?)» | Gabriela Robin                 | Megumi Nakajima         | 4:44     |  |
| 15.                            | «dShudistab (dシュディスタb?)» | hal                            | May'n & Megumi Nakajima | 5:39     |  |
| 16.                            | «F refrain» (Ai Oboeteimasuka (愛・おぼえていますか?) | Kazumi Yasui                   | Megumi Nakajima         | 2:58     |  |
| 17.                            | «Diamond Crevasse ~ thank you, Frontier (ダイアモンド クレバス～thank you，Frontier?)» | hal                            | May'n                   | 6:39     |  |
| 73:55                          | |                                |                         |          |  |